# Ali Hasan al-Madżid
Ali Hasan al-Madżid (arab. علي حسن الماجد; ur. 30 listopada 1941, zm. 25 stycznia 2010) – iracki wojskowy, kuzyn dyktatora Iraku Saddama Husajna. 

## Życiorys
Nazywany "Chemicznym Alim" i "Rzeźnikiem Kurdystanu", ze względu na wydanie rozkazu ataku gazowego na Kurdów w Halabdży w 1988 roku oraz przeprowadzenie antykurdyjskiej operacji Al-Anfal, podczas której również na szeroką skalę użyto broni chemicznej. Jej ofiarą padło, według różnych źródeł, od 50 tys. do 200 tys. osób. W 1991 na rozkaz Saddama Husajna Ali Hasan al-Madżid przeprowadził brutalną pacyfikację powstania szyitów, podczas której wielokrotnie dopuścił się masowych zbrodni na cywilach.
Pełnił funkcje ministra obrony, ministra spraw wewnętrznych oraz gubernatora Kuwejtu po agresji Iraku na Kuwejt. 
W trakcie II wojny w Zatoce Perskiej, dowodził siłami irackimi podczas bitwy pod Nasirijją. Schwytany 23 sierpnia 2003, oskarżony został o zbrodnie przeciwko ludzkości i ludobójstwo. W lipcu 2007 skazano go na śmierć za udział w wojskowej kampanii przeciwko Kurdom od lutego do sierpnia 1988. 29 lutego 2008 został skazany na śmierć przez powieszenie. Wyrok ten potwierdzono 2 grudnia 2008. Za rozkaz zrzucenia bomb chemicznych na Halabdżę ponownie skazany na śmierć został 17 stycznia 2010.
25 stycznia 2010 został stracony przez powieszenie.